# Ernst Friedrich von Wentzky und Petersheyde
Ernst Friedrich von Wentzky und Petersheyde (geb. 14. März 1767 in Bärwalde, Herzogtum Münsterberg; gest. 31. Januar 1852 ebenda, Kreis Frankenstein i. Schles., Provinz Schlesien) war ein preußischer Landrat und Landschaftsdirektor.

## Leben

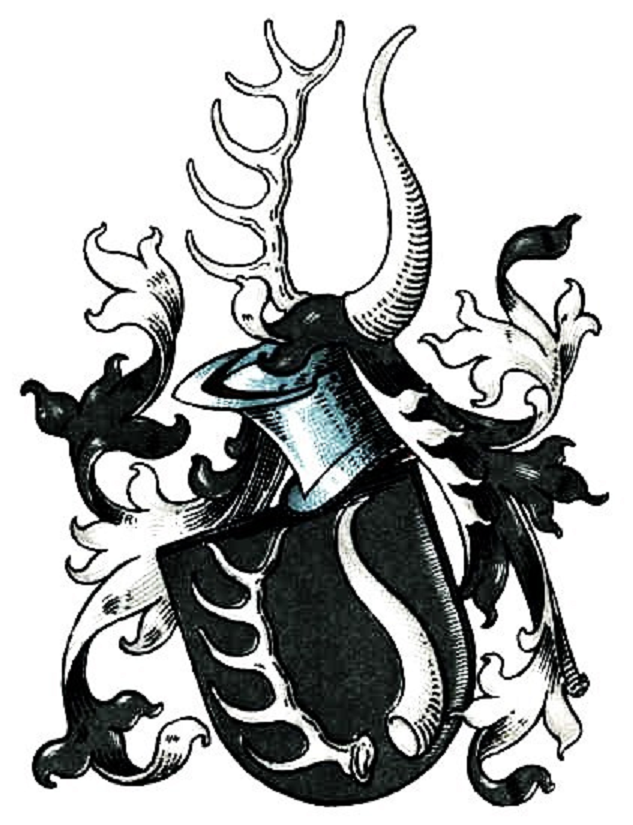
Stammwappen derer von Wentzky

Ernst Friedrich von Wentzky und Petersheyde war Angehöriger des schlesischen Adelsgeschlechts Wentzky und Petersheyde. Er war ein Sohn von Ernst Friedrich von Wentzky und Petersheyde (1729–1791), Landesältester und preußischer Rittmeister, sowie Erbherr auf Groß Schweinern und Ober Reichen. Am 11. Mai 1789 immatrikulierte er sich an der Universität Halle für ein Studium der Cameralia. Im Anschluss fungierte er zunächst als Marschkommissar im Kreis Münsterberg. Im März 1804 wurde er zum Nachfolger von Ernst Christian Gottlieb von Gaffron und Oberstradam als Landrat des Kreises Münsterberg ernannt. Während seiner bis 1848 dauernden Amtszeit war er auch Landschaftsdirektor der Münsterberger und Glatzer Landschaft. Nachfolgender Landrat im Kreis Münsterberg wurde 1848 Eduard Schwenzner.

## Persönliches
Ernst Friedrich von Wentzky und Petersheyde war Erbherr auf Bärwalde. Seit dem 15. September 1795 war er mit Charlotte Johanna Helene Christiane (* 8. Mai 1778 zu Karlsdorf; † 17. Oktober 1840 zu Breslau), geb. Schickfuß und Neudorf, verheiratet. Die Ehe wurde 1810 geschieden. Eine Tochter aus dieser Ehe war die am 7. November 1801 in Bärwalde geborene Mathilde Charlotte Henriette von Wentzky und Petersheyde. Sie starb am 24. Februar 1825 in Bärwalde als Ehefrau des königlich preußischen Landrats Wilhelm Moritz von Prittwitz und Gaffron. In zweiter Ehe war er seit dem 15. Juli 1812 mit Wilhelmine Charlotte Sophie († 3. Oktober 1827 zu Münsterberg), geb. von Scholten verheiratet. Eine dritte Ehe ging er am 17. Februar 1830 in Sagan mit Friederike Christiane Gottliebe (* 1774; † 27. Februar 1848 in Münsterberg), verwitwete Nagel, geb. Mätze, ein.